# 安全衛生委員会
安全衛生委員会（あんぜんえいせいいいんかい）とは、労働安全衛生法において定められている、労働者の意見を事業者の行う安全衛生に関する措置に反映させる制度である。
労働安全衛生法等により、一定の事業者には事業場における安全衛生を確保するための措置（安全衛生管理体制）が義務付けられているが、安全衛生を確実なものとするためには事業者の方で一方的に制度を設けるだけでは不十分である。労働者が安全衛生に十分に関心を持ち、その意見が事業者の行う安全衛生に関する措置に反映される必要がある。その目的で委員会の設置規定が設けられている。
- 本項で労働安全衛生法については以下では条数のみ記す。

## 概説
事業者は、委員会を毎月1回以上開催するようにしなければならず（規則第23条1項）、委員会の議事で重要なものに係る記録を作成して、これを3年間保存しなければならない（規則第23条4項）。また、事業者は委員会の開催の都度、遅滞なく委員会における議事の概要を労働者に周知させなければならない（規則第23条3項）。委員会を設置したことやその開催状況について行政官庁への届出義務はない。
事業者は、議長たる委員以外の委員の半数については、当該事業場に労働者の過半数で組織する労働組合があるときにおいてはその労働組合、ないときには労働者の過半数を代表する者の推薦に基づき指名しなければならない（第17条4項、第18条4項、第19条4項）。
- 「過半数代表者」の要件については、労使協定#過半数代表を参照。

委員会の構成員数については、事業場の規模、作業の実態に応じて適宜決定すべきものとされる。派遣先の事業者は、安全・衛生に関し経験を有する派遣労働者を委員会の委員に指名することができ、この場合当該派遣労働者の派遣期間が委員の任期中に終了しないよう配慮すべきである。
委員会は一定規模等の事業場に設置義務があり、事業者が講ずべき事業場の安全、衛生対策の推進について事業者が必要な意見を聴取し、その協力を得るために設置運営されるものであり、したがって、委員会の活動は労働時間内に行なうのを原則とすること（昭和47年9月18日発基91号）。委員会の会議の開催に要する時間は労働時間と解されること。従って、当該会議が法定時間外に行なわれた場合には、それに参加した労働者に対し、当然、割増賃金が支払われなければならないものであること（昭和47年9月18日基発602号）。
委員会は、労使が協力し合って、当該事業場における安全衛生問題を調査審議するための場であって、団体交渉を行なうところではないものであること。なお、委員会の設置の趣旨にかんがみ、同委員会において問題のある事項については、労使が納得の行くまで話し合い、労使の一致した意見に基づいて行動することが望ましいこと（昭和47年9月18日発基91号）。委員会の運営について、旧規則（労働安全衛生法制定以前の労働安全衛生規則）では委員会の議事は出席者の過半数で決するとされていたが、この規定を削除したのは、安全、衛生問題の本来的性格から、労使の意見の合致を前提とすることが望ましいという見解に基づくものであること（昭和47年9月18日基発602号）。
委員会を設けている事業者以外の事業者は、安全・衛生に関する事項について関係労働者の意見を聴くための機会を設けるようにしなければならない（規則第23条の2）。「関係労働者の意見を聴くための機会」とは、安全衛生の委員会、労働者の常会、職場懇親会の開催等労働者の意見を聞くための措置を講ずることをいう（昭和47年9月18日基発601号の2）。委員会の設置義務のない小規模事業場を念頭に置いた規定であるが、当該事業場における安全衛生対策に労働者の意見を反映させるという意味では、安全・衛生委員会の規定と同様極めて重要なものである。

## 安全委員会
事業者は、以下の事業場ごとに、安全委員会を設けなければならない（施行令第8条）。
- 林業、鉱業、建設業、運送業（道路貨物運送業・港湾運送業）、製造業（木材・木製品製造業・化学工業・鉄鋼業・金属製品製造業・輸送用機械器具製造業）、清掃業、自動車整備業、機械修理業・・・50人以上の労働者を常時使用
- 上記以外で、安全管理者の選任を要する業種・・・100人以上の労働者を常時使用

安全委員会は、以下の事項を調査審議し、事業者に対し意見を述べるものとする（第17条1項）。
1. 労働者の危険防止のための基本となるべき対策に関すること
2. 労働災害の原因及び再発防止対策で、安全に係るものに関すること
3. その他、労働者の危険防止に関する重要事項（規則第21条）
  - 安全に関する規程の作成
  - 危険性又は有害性等の調査及びその結果に基づき講ずる措置のうち、安全に係るもの
  - 安全衛生に関する計画（安全に係る部分）の作成・実施・評価・改善
  - 安全教育の実施計画の作成
  - 厚生労働大臣、都道府県労働局長、労働基準監督署長、労働基準監督官、産業安全専門官から文書により命令・指示・勧告・指導を受けた事項のうち労働者の危険の防止に関すること

安全委員会の委員は、以下の者をもって構成される。安全委員会の議長は1.の者がなる（第17条2項、3項）。
1. 総括安全衛生管理者、又は総括安全衛生管理者以外の者で当該事業場においてその事業の実施を統括管理するものもしくはそれに準ずる者[5]のうちから事業者が指名したもの（1名）
2. 安全管理者のうちから事業者が指名した者
3. 当該事業場の労働者で、安全に関し経験を有する者[6]のうちから事業者が指名した者

派遣労働者を受け入れている場合、安全委員会の設置義務は派遣先事業者のみに課せられる（労働者派遣法第45条）。

## 衛生委員会
事業者は、業種を問わず、常時50人以上の労働者を使用する事業場ごとに、衛生委員会を設けなければならない（施行令第9条）。
衛生委員会は、以下の事項を調査審議し、事業者に対し意見を述べるものとする（第18条1項）。
1. 労働者の健康障害を防止するための基本となるべき対策に関すること
2. 労働者の健康の保持増進を図るための基本となるべき対策に関すること
3. 労働災害の原因及び再発防止対策で、衛生に係るものに関すること
4. その他、労働者の健康障害防止及び健康の保持増進に関する重要事項（規則第22条）
  - 衛生に関する規程の作成
  - 危険性又は有害性等の調査及びその結果に基づき講ずる措置のうち、衛生に係るもの
  - 安全衛生に関する計画（衛生に係る部分）の作成・実施・評価・改善
  - 衛生教育の実施計画の作成
  - 新規化学物質等の有害性の調査並びにその結果に対する対策の樹立
  - 作業環境測定の結果及びその結果の評価に基づく対策の樹立
  - 健康診断等の結果[7]並びにその結果に対する対策の樹立
  - 労働者の健康の保持増進を図るため必要な措置の実施計画の作成
    - 平成29年6月施行の、産業医の巡視頻度を「少なくとも二月に1回」に変更するための調査審議を含む[8]（平成29年3月31日基発0331第68号）。

  - 長時間にわたる労働による労働者の健康障害の防止を図るための対策の樹立
  - 労働者の精神的健康の保持増進を図るための対策の樹立
    - これには、平成27年12月から施行のストレスチェック制度に関する事項を含む。

  - 厚生労働大臣、都道府県労働局長、労働基準監督署長、労働基準監督官、労働衛生専門官から文書により命令・指示・勧告・指導を受けた事項のうち労働者の健康障害の防止に関すること
    - 昭和63年の改正法施行により、事業者は労働者の健康の保持増進のための措置を継続的かつ計画的に講ずるよう努めなければならないこととされたが、当該措置が事業場において効果的に行われるためには、労働者の意見が反映されるとともに、関係者による継続的な審議の場を通じての継続的かつ計画的な取組みが必要である。そこで、衛生委員会の調査審議事項に、労働者の健康の保持増進に関することを加えることとしたこと（昭和63年9月16日発基84号）。

衛生委員会の委員は、以下の者をもって構成される。衛生委員会の議長は1.の者がなる（第18条2項~4項）。
1. 総括安全衛生管理者、又は総括安全衛生管理者以外の者で当該事業場においてその事業の実施を統括管理するものもしくはそれに準ずる者[5]のうちから事業者が指名したもの（1名）
2. 衛生管理者のうちから事業者が指名した者
3. 産業医のうちから事業者が指名した者[9]
4. 当該事業場の労働者で、衛生に関し経験を有する者のうちから事業者が指名した者
5. 当該事業場の労働者で、作業環境測定を実施している作業環境測定士である者を指名することができる

派遣労働者を受け入れている場合、衛生委員会の設置義務は派遣元・派遣先事業者ともに課せられる（労働者派遣法第45条）。
なお、平成31年4月の改正法施行により、労働時間等設定改善委員会（労働時間等の設定の改善に関する特別措置法第6条・第7条）が設置されていない事業場において、一定の要件を満たす衛生委員会（安全衛生委員会も同様であるが、安全委員会にはこの権限は認められていない）に、当該事業場における労働時間等の設定の改善に関する事項を調査審議させ、事業主に対して意見を述べさせることを労使協定に定めたときは、当該衛生委員会を労働時間等設定改善委員会とみなして、労使協定に代わる決議を行わせることができる、とする旨の規定は、労働時間等の設定の改善を図るための措置についての調査審議機会をより適切に確保する観点から、廃止された（平成30年9月7日基発0907第12号、雇均発0907第2号）。なお経過措置により、旧法下で定めた決議については、令和4年3月31日（平成31年3月31日を含む期間を定めているものであって、その期間が令和4年3月31日を超えないものについては、その期間の末日）までの間は、なおその効力を有する（働き方改革関連法附則第1条、第10条）。

## 安全衛生委員会
安全衛生委員会は、安全委員会及び衛生委員会の調査審議事項のすべてを調査審議し、事業者に対し意見を述べるものとする（第19条1項）。
安全衛生委員会の委員は、以下の者をもって構成される。安全衛生委員会の議長は1.の者がなる（第19条2項~4項）。
1. 総括安全衛生管理者、又は総括安全衛生管理者以外の者で当該事業場においてその事業の実施を統括管理するものもしくはそれに準ずる者[5]のうちから事業者が指名したもの（1名）
2. 安全管理者及び衛生管理者のうちから事業者が指名した者
3. 産業医のうちから事業者が指名した者[9]
4. 当該事業場の労働者で、安全に関し経験を有する者[6]のうちから事業者が指名した者
5. 当該事業場の労働者で、衛生に関し経験を有する者のうちから事業者が指名した者
6. 当該事業場の労働者で、作業環境測定を実施している作業環境測定士である者を指名することができる